# Angelica Roos
Anna Angelica Ulrika Roos, född 15 april 1989, är en svensk tyngdlyftare som har representerat Sverige på internationella tävlingar. Hon deltog i damernas 58 kg-klass på olympiska sommarspelen 2016 och kom 12:a. Hon tävlade i Europamästerskapen i tyngdlyftning 2016 där hon kom 5:a. Samma år tog hon också SM-guld i klass 63kg och blev bästa damlyftare på poäng. Roos har tagit 45 svenska rekord i klass 58 kg. 
Vid EM i Bukarest 2018 tog Roos brons i ryck och silver i stöt, vilket innebar en silvermedalj i den sammanlagda tävlingen.